# Lutterio
Lutterio (in latino Lucterius; Aquitania, ... – Roma, forse 46 a.C.) fu un condottiero gallico dei Cadurci (popolo celtico della regione del Quercy, eponimi di Cahors), i quali nel I secolo a.C. rimasero gli ultimi a resistere alla Conquista della Gallia da parte di Giulio Cesare.  Venne definito da Cesare uomo di impareggiabile audacia..

## Biografia
Nell'ottavo libro del De bello Gallico, il collaboratore di Cesare Aulo Irzio racconta l'assedio dell'oppidum di Uxellodunum, piazzaforte dei Cadurci. Questi si erano uniti ai reduci dell'assedio di Alesia, la cui capitolazione, nel 51 a.C., aveva segnato di fatto la conclusione della conquista romana della Gallia.
La tribù dei Cadurci, che resistette fino all'ultimo, era assai vicina agli Arverni, e il loro capo Lutterio fu un fedele ed irriducibile alleato di Vercingetorige nella sua lotta contro Giulio Cesare. 
Un anno dopo la resa di quest'ultimo ad Alesia, Lutterio e il senone Drappete si rifugiarono a Uxellodunum per proseguire la lotta, ma invano: sconfitto, Lutterio cercò rifugio presso il capo arverno Epasnatto che, però, alleato dei Romani e col desiderio di ingraziarseli, lo consegnò nelle loro mani.